# اوژاروویتسه
اوژاروویتسه (به لهستانی:  Ożarowice) یک روستا در لهستان است که در گمینا اوژاروویتسه واقع شده‌است. اوژاروویتسه ۱٬۷۰۰ نفر جمعیت دارد.